# Maibach (Axtbach)
Der Maibach ist ein etwa 7,5 km langer, orografisch linker Nebenfluss des Axtbachs im nordrhein-westfälischen Münsterland, Deutschland.

## Geographie
Der Bach entspringt in Oelde auf einer Höhe von etwa 92 m ü. NN und fließt zunächst in nordöstlicher, dann nördlicher Richtung. Etwa 2,3 km vor der auf etwa 67 m ü. NN liegenden linksseitigen Mündung in den Axtbach, die westlich von Herzebrock liegt, überquert er die Grenze zu Herzebrock-Clarholz.